# Mohamed Sadek
Pour les articles homonymes, voir Sadek.
 (octobre 2022).
Si vous disposez d'ouvrages ou d'articles de référence ou si vous connaissez des sites web de qualité traitant du thème abordé ici, merci de compléter l'article en donnant les références utiles à sa vérifiabilité et en les liant à la section « Notes et références ».
Mohamed Sadek (en arabe : محمد صادق) est un footballeur égyptien né le 6 juillet 1997 à Ismaïlia. Il évolue au poste de milieu offensif à Pyramids FC.

## Carrière

### En club
Formé à El Qanah FC, il part à l'Ismaily SC le 6 juillet 2017. Il marque son premier but le 27 décembre 2017 contre El Raja Marsa Matruh.

### En sélection
Le 29 août 2018, il reçoit sa première convocation en sélection par Javier Aguirre pour un match amical contre la Tunisie. Il marque l'unique but du match.

## Palmarès
- Vainqueur de la Coupe d'Afrique des nations des moins de 23 ans en 2019[3].